# Айдовщина
Айдовщина (итал: Aidussina, нем: Haidenschaft) — город в Випавской долине в Словении. Административный центр муниципалитета Айдовщина.
Первое письменное упоминание поселения в окресностях датируется примерно 2000 годом до н.э., но город образовуеться лишь в 200 году до н.э.

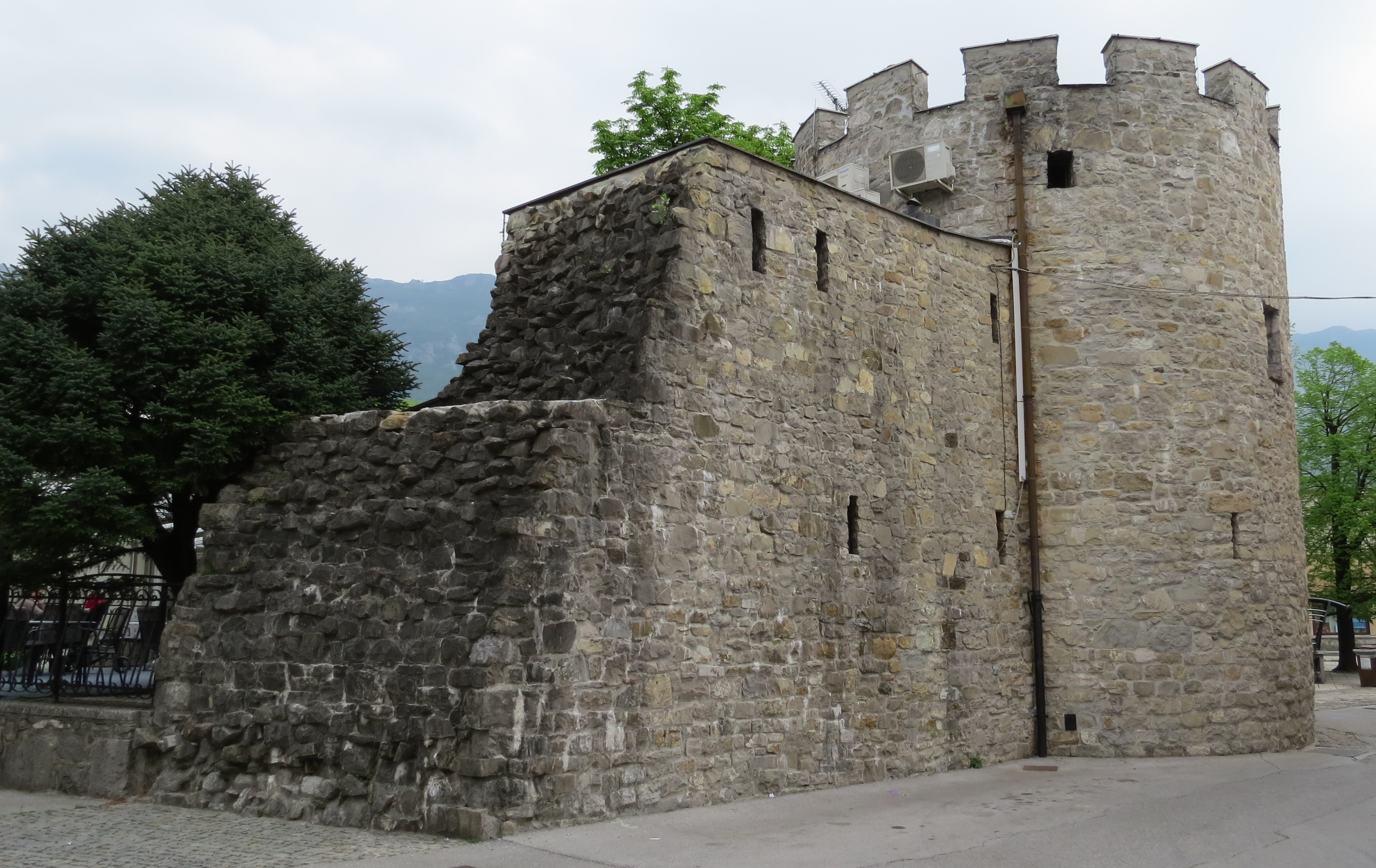
Остатки крепости Кастра в Айдовщине.

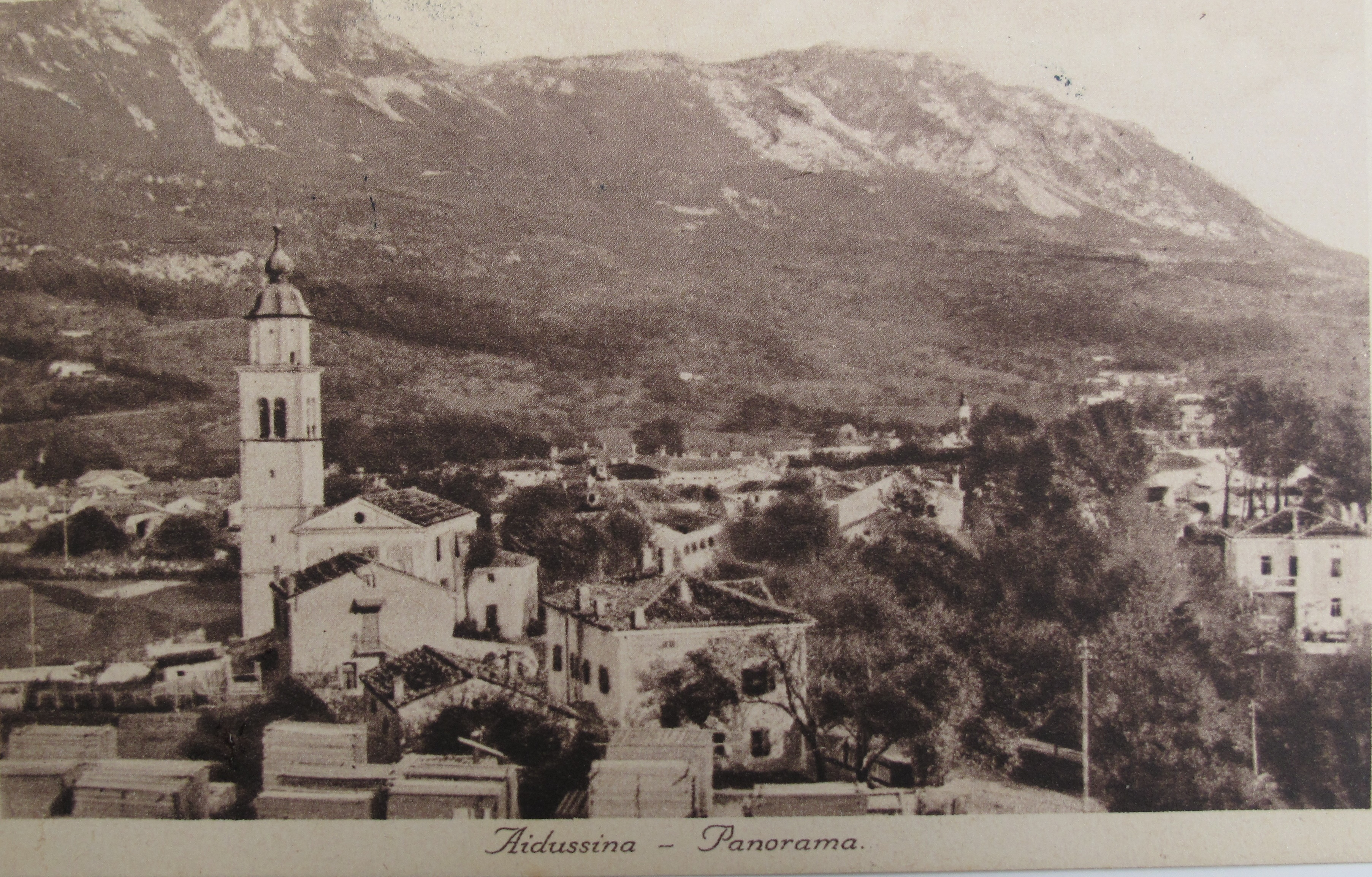
Панарома города перед Второй мировой.

Расположена в 20 километрах от границы с Италией.
С 1918 по 1945 год город был частью Королевства Италии.
Основные отрасли промышленности: текстиль, строительство, продукты питания, напитки, мебель. Город расположен примерно в 25 км от Адриатического моря.

## Известные уроженцы
- Вено Пилон (1896–1970) - Художник-экспресионист.